# Rów Świerzawski
Rów Świerzawski – według podziału fizycznogeograficznego Jerzego Kondrackiego mikroregion położony we wschodniej części mezoregionu Pogórze Kaczawskie, rozciągający się od doliny Kaczawy na zachodzie po rejon Muchowa na wschodzie. Od północy i wschodu graniczy z Pogórzem Złotoryjskim, od południa z Pogórzem Wojcieszowskim, a od zachodu z Działem Jastrzębnickim.
Podłoże zbudowane jest ze skał metamorficznych metamorfiku kaczawskiego – (kambryjskich, ordowickich, sylurskich, dewońskich i dolnokarbońskich) fyllitów, łupków, zieleńców i łupków zieleńcowych oraz ze skał osadowych i wulkanicznych niecki północnosudeckiej. Są to dolnopermskie (czerwony spągowiec) piaskowce, zlepieńce, mułowce, porfiry i melafity oraz ich tufy; górnopermskie (cechsztyn) wapienie i dolomity; triasowe piaskowce, mułowce i wapienie oraz górnokredowe piaskowce, margle, iłowce. Na tych skonsolidowanych skałach zalegają piaski i żwiry trzeciorzędowe i czwartorzędowe oraz plejstoceńskie gliny zwałowe. Wschodnie odgałęzienie niecki północnosudeckiej, które buduje znaczną część omawianego obszaru, nosi nazwę rowu Świerzawy, jednak jego granice nie pokrywają się z granicami mikroregionu Rów Świerzawski.
Krajobraz jest pagórkowaty, poprzecinany dolinami rzek i potoków, częściowo zalesiony.
Cały obszar leży w dorzeczu Kaczawy.

## Miejscowości
Najważniejszymi miejscowościami Rowu Świerzawskiego są: Biegoszów, Gozdno, Kondratów, Muchów, Nowy Kościół, Rzeszówek, Sędziszowa, Świerzawa.